# Arab Air Carriers Organization

Logo der AACO

Die Arab Air Carriers’ Organization (AACO; arabisch الاتحاد العربي للنقل الجوي, DMG al-ittiḥād al-ʿarabī li-n-naql al-ǧawī) ist eine Vereinigung arabischer Fluggesellschaften. Sie wurde 1965 von der Arabischen Liga mit dem Ziel der Förderung der Zusammenarbeit sowie der Standardisierung von Qualität und Sicherheit unter den arabischen Fluggesellschaften gegründet. Sitz ist Beirut.

## Aufgaben
Derzeit wird am Aufbau von Arabesk gearbeitet, einer Allianz regionaler Fluggesellschaften. Diese soll aus den Gesellschaften Egypt Air, Gulf Air, Middle East Airlines, Oman Air, Yemenia, Tunisair, Royal Jordanian, Turkish Airlines und Saudi Arabian Airlines bestehen. Geplant ist eine Abstimmung der Flugpläne, um so ein Netz von 500 Destinationen weltweit anbieten zu können. Ein gemeinsames Ticketing, Codeshare-Angebote sowie ein Vielfliegerprogramm werden das Angebot abrunden.
Die AACO arbeitet eng mit den internationalen Luftfahrtorganisationen IATA und ICAO zusammen.

## Mitglieder
Mit Stand Juni 2019 sind folgende Fluggesellschaften Mitglied der AACO:
- Afriqiyah Airways (Mitglied seit 2002)
- Air Algerie (1971)
- Air Arabia (2004)
- Air Cairo (2007)
- Badr Airlines (2015)
- Egypt Air (1965)
- Emirates (1989)
- Etihad Airways (2004)
- Flydubai (2014)
- Fly Egypt (2017)
- Flynas (2012)
- Gulf Air (1971)
- Iraqi Airways (1965)
- Jordan Aviation (2004)
- Kuwait Airways (1965)
- Libyan Airlines (1970)
- Mauritania Airlines (2015)
- Middle East Airlines (1965)
- Nile Air (2014)
- Nouvelair Tunisie (2011)
- Oman Air (1997)
- Palestinian Airlines (1999)
- Qatar Airways (1997)
- Royal Air Maroc (1974)
- Royal Jordanian (1965)
- Saudi Arabian Airlines (1965)
- SaudiGulf (2017)
- Sudan Airways (1965)
- Syrian Arab Airlines (1965)
- Tarco Aviation (2019)
- Tassili Airlines (2012)
- Tunisair (1972)
- Yemenia (1965)

## Partner
Mit Stand Juni 2025 sind folgende Fluggesellschaften Partner der AACO:
- Turkish Airlines (2011)
- International Airlines Group (2012)
- Pegasus Airlines (2022)
- Malaysia Airlines (2022)
- Fly Jinnah (2024)